# Иван Саракински
Иван Атанасов Саракински е български духовник и революционер, деец на Вътрешната македоно-одринска революционна организация.

## Биография
Иван Саракински е роден на 9 декември 1865 година в мъгленското село Саракиново, тогава в Османската империя, днес Саракини, Гърция. Завършил местното училище, Саракински продължил да учи във Воден, където завършва втори прогимназиален клас, но е принуден да напусне училището и да се върне да помага на семейството си. Занимава се със земеделие и в същото време пее в местната църква. Ръкоположен е от управляващия Воденската българска епархия епископ Иларион Нишавски в свещенически чин и назначен за енорийски свещеник в родното му село, където престоява до 1919 г. Активно участвал в борбата на църквата против гръцкото влияние и забраната да се служи на български език. През 1893 година заедно с Георги Тацев, Георги Попов, Петър Кирин, Петре Янов и куриера Петре Ичо Низамов образуват комитет на ВМОРО.
Преселва се в Ксантийско, България, а след като Ксанти остава в Гърция в 1919 година, се заселва в станимашкото село Горно Арбанаси. През 1925 година се преселва в село Долни Воден, днес квартал на Асеновград, където основава енория, събира средства, и ръководи построяването на първия християнски храм в селото - „Св. св. Кирил и Методий“. През април 1928 година епископ Харитон Драговитийски освещава определеното място за построяването на храма. В същата година е избран  в ръководството на Долноводенското македонско благотворително братство.
В 1932 година отец Саракински се пенсионира, но тъй като селото няма друг свещеник, Саракински продължава безплатно да служи в храма на селото, в чийто двор е и погребан след смъртта си на 10 октомври 1944 година.